# هرمان متس
هرمان متس (به آلمانی: Hermann Metz) (۹ ژوئن ۱۸۷۸–۲۵ مه ۱۹۵۹) یک نظامی بلندپایه آلمانی در دوره رایش سوم بود که در جریان جنگ جهانی دوم فرماندهی یگان‌های مختلفی را بر عهده داشت.

## زندگی‌نامه
ترفیع درجات:
- ۸ اکتبر ۱۸۹۸: ستوان دوم
- ۴ اوت ۱۹۰۹: ستوان یکم
- ۱ اکتبر ۱۹۱۳: سروان
- ۲۰ مارس ۱۹۱۸: سرگرد
- ۱ آوریل ۱۹۲۳: سرهنگ دوم
- ۱ مه ۱۹۲۷: سرهنگ
- ۱ فوریه ۱۹۳۱: سرتیپ
- ۱ مارس ۱۹۴۰: سرلشکر
- ۱ دسامبر ۱۹۴۰: سپهبد (ژنرال پیاده‌نظام)

هرمان متس روز ۸ مارس سال ۱۸۹۷ به عنوان افسر محصل به نیروی زمینی امپراتوری آلمان پیوست و به هنگ ۸ لایب‌گرانادیر ملحق گشت. روز ۸ اکتبر سال ۱۸۹۸ درجه ستوان دومی در هنگ ۱۶۴ پیاده‌نظام هانوفر به او اعطا گردید. از ماه اکتبر سال ۱۹۰۲ تا ماه سپتامبر سال ۱۹۰۴ آجودان یک گردان و سپس از ماه اکتر سال ۱۹۰۴ تا سال ۱۹۱۱ آجودان هنگ ۱۶۴ پیاده‌نظام بود. از روز ۱ اکتبر سال ۱۹۰۸ برای حدود سه سال وارد دانشکده جنگ شد. روز ۱ اکتبر سال ۱۹۱۳ به درجه سروانی ترفیع یافت و تا هنگام آغاز جنگ جهانی اول در ستاد کل کبیر به خدمت پرداخت. ماه مارس سال ۱۹۱۸ به درجه سرگردی ارتقا پذیرفت. همان سال افسر عملیات ستاد کل فرماندهی کل ۵۴ شد. در طول جنگ نشان‌های افتخار مختلفی از جمله نشان خاندان هونت‌سولرن با شمشیرها و هر دو درجه صلیب آهنین را دریافت نمود. پس از جنگ در نیروهای مسلح ۱۰۰ هزار نفری آلمان باقی ماند و به وزارت رایشسور در برلین منتقل گشت. روز ۱ آوریل سال ۱۹۲۳ به درجه سرهنگ دومی رسید. برای چند سال فرمانده گردان ۳ هنگ ۵ پیاده‌نظام پروس در روستوک بود. سال ۱۹۲۶ به ستاد کل گروه فرماندهی ۱ در برلین منتقل شد. بهار سال ۱۹۲۷ مجدداً به وزارت رایشسور بازگشت. در این موقعیت روز ۱ مه سال ۱۹۲۷ به درجه سرهنگی دست یافت. روز ۱ فوریه سال ۱۹۲۸ به فرماندهی هنگ ۷ پیاده‌نظام پروس در شوایدنیتس منصوب گشت. در این جایگاه روز ۱ فوریه سال ۱۹۳۱ درجه سرتیپی به او اعطا گردید. روز ۱ آوریل همان سال از خدمت فعال نظامی بازنشسته گشت. به هر حال، پاییز سال ۱۹۳۵ به عنوان یک غیرنظامی به عنوان مدرس تاریخ جنگ در دانشکده جنگ در برلین به‌کار گرفته شد. هنگام بسیج عمومی در تابستان سال ۱۹۳۹، مجدداً به خدمت فراخوانده شد و به فرماندهی بخش ۱۲ حفاظت مرزی در کوسترینگ منصوب گردید. با تغییر عنوان این ستاد، اواخر ماه اکتبر سال ۱۹۳۹ فرمانده فرماندهی عالی ۳۴ شد. با این یگان به عنوان نیروی حفاظتی در ناحیه دولت عمومی مستقر بود. روز ۱ مارس سال ۱۹۴۰ به درجه سرلشکری و روز ۱ دسامبر همان سال به درجه سپهبدی (ژنرال پیاده‌نظام) ترفیع یافت. در جریان عملیات بارباروسا، تهاجم آلمان به شوروی در بهار سال ۱۹۴۱، با یگان خود در قسمت جنوبی جبهه به عنوان نیروی ذخیره گروه ارتش جنوب به خدمت پرداخت و هر دو گیره نشان صلیب آهنین را دریافت نمود. متس در سن ۶۳ سالگی مسن‌ترین ژنرال آلمانی در سال ۱۹۴۱ در جبهه شرقی به حساب می‌آمد. بین روزهای ۱ تا ۱۳ سپتامبر سال ۱۹۴۱ جایگاه فرماندهی خود را به سرلشکر فردیناند شال سپرد و مجدداً به آن بازگشت. روز ۲۳ دسامبر همان سال دوباره از این مقام کناره گرفت. از روز ۲۵ دسامبر برای چند ماه در فهرست افسران ذخیره قرار داشت. روز ۱۱ ژانویه سال ۱۹۴۲ به جهت دستاوردهایش در فرماندهی یگانش مفتخر به دریافت نشان صلیب آلمانی طلایی گشت. سپهبد هرمان متس در نهایت روز ۳۱ ژانویه سال ۱۹۴۳ از خدمت فعال مرخص شد.